# Little Caprice
Little Caprice (txec: Markéta Štroblová)  (Praga, 26 d'octubre de 1988) és una actriu porno i productora txeca.
Štroblová va créixer amb la seva germana bessona Lucie a Brno, a la República Txeca. Després de graduar-se de nutricionista a la universitat, va treballar inicialment a la indústria de l'alimentació i begudes, però no veia que pogués desenvolupar-hi prou la seva creativitat. Així que quan un amic seu la convidà a rodar una escena ho provà, i als inicis treballà a la indústria del porno per Video Art Holland a finals dels anys 2000 amb diversos pseudònims com Lola i Little Caprice, però no tingué una bona experiència amb certes persones del sector. Per raons de salut, Štroblová va haver de fer un descans el 2011 a causa d'una insuficiència renal, va deixar l'empresa i posteriorment va continuar treballant de forma independent.
El 2014 va aparèixer en un joc interactiu eròtic en línia operat per la companyia del barri vermell de Múnic Villa Roma. Van seguir altres produccions, per exemple per a MetArt, Nubilefilms, Babes.com i X-Art, que li van fer guanyar el seu cinquè lloc a la llista d'actrius de l'any 2015 a Playboy America amb una aparició amb llenceria sensual. L'agost de 2016, Štroblová va iniciar el seu propi lloc web amb Littlecaprice.cz i tres mesos després amb Marcello Bravo la seva pròpia productora Littlecaprice-dreams.com, amb la qual va guanyar diversos premis en quatre anys. També feu una aparició en un vídeo promocional per a la marca Almdudler i va guanyar els premis AVN a la Millor Escena en una Producció Estrangera i el de millor actriu estrangera als AVN Awards dels EUA.
Štroblova està casada des de l'any 2015 amb l'austríac Markus Schlögl, àlies Marcello Bravo, que també treballa com a actor porno. A la primavera del 2020 es va difondre el missatge que la parella havia entrat en el negoci del cànnabis en cooperació amb l'empresa Hanfgarten de Graz.

## Premis
- 2013: Twisty's[11] “Treat of the Month” for July
- 2019: Premi Venus - Millor actriu internacional[12]
- 2020: Premi AVN (nominació) - Best Foreign-Shot Boy/Girl Sex Scene, Hot Wife Vacation (2019)[13]